# Les Aynans
Les Aynans é uma comuna francesa na região administrativa de Borgonha-Franco-Condado, no departamento de Alto Sona. Estende-se por uma área de 7,82 km². Em 2010 a comuna tinha 364 habitantes (densidade: 46,5 hab./km²).